# Eliška Kozlová
Eliška Kozlová (5. května 1866 Letovice – 23. prosince 1939 Praha) byla česká pedagožka, folkloristka, spolková činovnice, sufražetka a feministka, učitelka a ředitelka školy při ženském spolku Vesna v Brně. Roku 1908 se stala školní inspektorkou, posléze pak vrchní školní inspektorkou, pro Moravu a Slezsko, a ministerskou radovou, jako jedna z prvních žen v Rakousku-Uhersku, později v Československu, tak vysoké státní funkci.

## Život

### Mládí
Narodila se v Letovicích na severozápadním okraji Moravy. Vychodila zde obecnou školu a následně nastoupila na učitelský ústav v Brně. Zde se při studiích začala setkávat s předními osobnostmi moravského ženského emancipačního hnutí, jako například Eliška Machová či Adéla Koudelová, sdružených v ženském spolku Vesna založeném roku 1872, jehož se stala členkou. Učitelské povolání bylo v té době při výkonu spojeno s příslibem celibátu, Kozlová tak zůstala svobodná.

### Učitelství
Po maturitě roku 1885 nastoupila Zvěřinová jako učitelka na několik měšťanských škol v Brně. V letech 1899 až 1901 navštěvovala jako host hodiny kreslení u profesora Hanuše Schwaigera na České vysoké škole technické v Brně. Roku 1902 nastoupila jako ředitelka průmyslové a obchodní školy Vesny. Roku 1908 byla jmenována školní komisařkou, posléze pak školní inspektorkou průmyslových škol pro Moravu a Slezsko. Funkci školní inspektorky vykonávala i po vzniku Československa do roku 1928, poté odešla do penze.
Vedle pedagogické činnosti pořádala také přednášky o ženském vzdělávání a byla aktivní členkou brněnských spolků. Rovněž se zabývala etnografií a moravským folklorem, roku 1893 vydala publikaci o moravských lidových krojích.

### Úmrtí
Eliška Kozlová zemřela 23. prosince 1939 v Praze ve věku 73 let.